# Wintrebertia crassipes
Wintrebertia crassipes är en insektsart som beskrevs av Marius Descamps 1971. Wintrebertia crassipes ingår i släktet Wintrebertia och familjen Euschmidtiidae. Inga underarter finns listade i Catalogue of Life.